# یواس‌اس ایچلس (ای‌آرال-۱)
یواس‌اس ایچلس (ای‌آرال-۱) (به انگلیسی: USS Achelous (ARL-1)) یک کشتی بود که طول آن ۳۲۸ فوت (۱۰۰ متر) بود. این کشتی در سال ۱۹۴۲ ساخته شد.